# Amt Altenstein
Das Amt Altenstein war eine territoriale Verwaltungseinheit unter der Lehnsoberhoheit der ernestinischen Wettiner. Ab 1722 gehörte es vollständig zum Herzogtum Sachsen-Meiningen.
Bis zur Verwaltungs- und Gebietsreform des Herzogtums Sachsen-Meiningen im Jahr 1827 und der damit verbundenen Auflösung bildete es als Amt den räumlichen Bezugspunkt für die Einforderung landesherrlicher Abgaben und Frondienste, für Polizei, Rechtsprechung und Heeresfolge.

## Geographische Lage
Das Amt Altenstein lag im südwestlichen Teil des Thüringer Waldes südlich von Eisenach. Es wurde von den rechten Werrazuflüssen Schweina und Fischa mit dem Zufluss Moorbach durchflossen. Weitere Flüsse im Gebiet sind der Steinbach, der Kallenbach und der Glasbach, nördliche Quellbäche des in die Werra mündenden Grumbachs.
Während seiner Zugehörigkeit zum Herzogtum Sachsen-Meiningen lag das Amt im Meininger Unterland. Das ehemalige Amtsgebiet liegt heute im Südwesten des Freistaats Thüringen und gehört zum Wartburgkreis.

## Angrenzende Verwaltungseinheiten
|                                                                                               | Amt Eisenach (Herzogtum Sachsen-Eisenach)                  | Amt Tenneberg (Herzogtum Sachsen-Gotha)                                                                 |
| Amt Salzungen (teilweise zur Grafschaft Henneberg, nach 1680 zum Herzogtum Sachsen-Meiningen) | Kompassrose, die auf Nachbargemeinden zeigt                | Amt Brotterode (hennebergisch-hessisches Kondominium, nach 1583 zur hessischen Herrschaft Schmalkalden) |
| Amt Salzungen (teilweise zur Grafschaft Henneberg, nach 1680 zum Herzogtum Sachsen-Meiningen) | Exklave Barchfeld (zur hessischen Herrschaft Schmalkalden) | Gericht Liebenstein und Amt Frauenbreitungen (nach 1680 zum Herzogtum Sachsen-Meiningen)                |

## Geschichte

### Frühgeschichte bis 1346
Die mittelalterliche Burg Altenstein, zunächst nur „Stein“ genannt, entstand vor 1120 und war eine der ersten aus Stein erbauten Burganlagen im mittleren Werratal. Sie lag an strategisch günstiger Stelle am Rand der Mark Breitungen und zugleich am Beginn der Schweinaer Straße, einer Altstraße über den Thüringer Wald. Bei Waldfisch verlief die „Nürnberger Straße“, welche mit zwei hochmittelalterlichen Burgen namens Alter Ringelstein und Neuer Ringelstein geschützt wurde.
Als Zentrum einer kleinen Rodungsherrschaft, die zunächst die heutigen Orte Schweina, Waldfisch, Gumpelstadt und Steinbach umfasste, wurde die Burg Altenstein vom Kloster Fulda an das urfränkische Rittergeschlecht von Stein (de Lapide) vergeben. Die Herren von Stein überließen die Burg im 12. Jahrhundert den Herren von Frankenstein, einer Seitenlinie der Grafen von Henneberg. Nachdem am Bonifaciusfelsen gegenüber der Burg Stein im 13. Jahrhundert eine weitere Burg errichtet wurde, bürgerte sich der 1225 erstmals verwendete Name „Altenstein“ (de aniquo lapide) für die ältere Burganlage und die zugehörige Burggrafschaft (das „Dornheckenamt“) ein.
Ludwig von Frankenstein († nach 1164) erschien als erster frankensteinischer Besitzer von Altenstein. Bei der Besitzteilung unter seinen Söhnen kam die Burg Altenstein im Jahr 1186 an Gotebold V. († nach 1197), dem Stifter der Linie der Herren von Frankenberg. Zwei Söhne von Gotebold, Otto und Poppo, führten den Namen „von Stein“ (de lapide). Nach dem kinderlosen Absterben von Otto trat Poppo allein als Besitzer von Burg und Herrschaft Altenstein auf. Da auch diese Linie ausstarb, wurde um 1288 sein Verwandter, Heinrich I. von Frankenstein († 1295), neuer Besitzer von Altenstein.
Dieser verkaufte bald darauf Altenstein an den mit seiner Tochter Kunigunde verheirateten Gunther von Salza. Während des Thüringer Grafenkrieges verkauften Gunthers Söhne Friedrich, Heinrich und Günther von Salza das Burggrafenamt Altenstein im Jahre 1346 an den Thüringer Landgraf Friedrich den Ernsthaften. Dadurch kam das Amt – im Gegensatz zu den meisten anderen hennebergischen Gebieten – zum Obersächsischen Reichskreis.

### Wettiner und die Herren Hund von Wenkheim (1346 bis 1722)
1353 wechselten die ehemals frankensteinischen Orte Profisch und Atterode aus dem Erbgut der Katharina von Henneberg an den wettinischen Thüringer Landgrafen. Von diesem wurden sie dem Altensteiner Burggut zugeschlagen. Der Bergbau war von großer Bedeutung für das Amt. Bereits um 1150 entwickelte sich der Eisenerz-Bergbau in Schweina. Spätestens im 15. Jahrhundert lebte der Kupferbergbau auf. 1441 wurden bereits 14 Schmelzhütten in Schweina erwähnt. In Hohen-Schweina (dem späteren Glücksbrunn) wurden die Erze der ebenfalls 1441 erstmals erwähnten Kupferbergwerke zu Altenstein und Schweina verhüttet, so dass sich auf die Ansiedlung der Name „Hüttenhof“ oder „die Hütte“ übertrug. Zum Jahr 1460 wurde in Atterode ein Bergwerk erwähnt.
Friedrich der Weise, Landgraf von Thüringen und Kurfürst von Sachsen, belieh im Jahr 1492 gemeinsam mit seinem Bruder, Herzog Johann der Beständige, den Türhüter oder Kammerjunker Hans Hund von Wenkheim aus besonderen Gnaden mit der Burg und dem Amt Altenstein als Mannlehen. Hans Hund bekam die niedere und höhere Gerichtsbarkeit, während die sächsischen Herzöge die Lehnsherrlichkeit behielten.
Hans Hund kaufte seinem Schwager Hans Wetsch, Ritter und Amtmann von Hausbreitenbach, im Jahr 1498 die gegenüber liegende Neuenburg ab. Dies war vermutlich über eine Pfandschaft in den Besitz von Hans Wetsch gekommen. Nachdem Hans Hund und sein Sohn im Jahr 1505 starben, kam die Neuenburg an die weiblichen Erben und Altenstein als eröffnetes Mannlehen an die sächsischen Lehnsherrn zurück. Diese belehnten im gleichen Jahr Hans Hunds Bruder, den Rats- und Amtmann Burkhard von Hund zu Gotha mit dem Schloss und Gericht Altenstein. Dessen männliche Nachkommen blieben über 200 Jahre im Besitz des Amts Altenstein.
Im Bauernkrieg wurde die Burg Altenstein von aufständischen Bauern nicht angetastet, da die Burgherren von Wenkheim sich zum Schein auf die Seite der Bauern gestellt hatten. Die Einführung der Reformation war bis 1547 im Amt Altenstein vollzogen. 1554 wurde die militärisch längst veraltete Burg im Zweiten Markgräflerkrieg geplündert und verwüstet. Drei Jahre später wurde der Wiederaufbau in bescheidenerem Umfang und im Baustil der Renaissance begonnen. Im Jahre 1588 verkaufte Klaus Johnbach den Hof Walpolderoda (späterer Standort der Glücksbrunner Werke) an den adeligen Gerichtsherren Hans Hund von Wenkheim (jun.).
Während des Dreißigjährigen Krieges litten die Bergwerke und Amtsdörfer unter Plünderungen und Brandschatzungen. Atterode wurde in dieser Zeit zur Wüstung.

### Herzogtum Sachsen-Meiningen (1680 bis 1868)
Mit der Entstehung des Herzogtums Sachsen-Meiningen im Jahr 1680 gingen die Lehnshoheit sowie das Berg- und Jagdrecht über das Amt Altenstein auf dieses Herrscherhaus über. Alle Versuche des Lehensträgers, der Familie Hund von Wenkheim, sich der Reichsritterschaft anzuschließen, scheiterten.
Der Bergbau im Amt wurde 1681 wieder aufgenommen. Im 16. Jahrhundert führte der Kupfer-Bergbau um Kupfersuhl und Schweina zu weiteren Bergwerken in den Wäldern bei Waldfisch. 1701 verpachtete das Herzoghaus das Bergwerk in Hohen-Schweina einschließlich Hüttenhof an Johann Friedrich Trier und dessen Bruder. Ein Jahr später kauften sie den Hüttenhof. 1703 wurde ein erstes Herrenhaus für die Familie von Trier errichtet, das bis 1722 bestand. Herzog Ernst Ludwig I. nannte 1706 den Hüttenhof in „Glücksbrunn“ um. Nach der Entdeckung von Kobaltvorkommen im Jahr 1714 erlebte der Kobaltabbau bis 1719 seine erste Blüte. Mit den Glücksbrunner Werken entstand auf dem Hof Walpolderoda das zugehörige Blaufarbenwerk.
Mit Eberhard Friedrich Hund von Wenkheim (geb.1647) starb 1722 die Adelslinie aus. Das Lehen zogen die Herzöge von Sachsen-Meiningen ein, welche für die Verwaltungs- und Justizgeschäfte 1723 einen Amtmann und einen Amtssekretär auf Altenstein einsetzten. Das Gut Profisch wurde durch die neuen Besitzer 1722 in eine Domäne umgewandelt. Zwischen 1722 und 1725 errichtete die Familie von Trier ein neues, prächtiges barockes Herrenhaus, das jetzige „Schloss Glücksbrunn“. Die Burg Altenstein ging 1733 als Folge einer Brandstiftung in Flammen auf. 1736 entstand auf deren Ruinen das Schloss Altenstein.
Von 1730 bis 1760 war die zweite Blütezeit des Kobaltbergbaues. Der Kupferschieferbergbau wurde 1747, der Kobaltbergbau 1772 eingestellt. Mit der Erwerbung von Glücksbrunn durch das Herzoghaus Sachsen-Meiningen wurde das Blaufarbenwerk 1818 eingestellt.
Im Jahr 1800 wurde das Gericht Liebenstein dem Amt Altenstein unterstellt, die Justiz aber bis 1827 selbständig gehandhabt. Seit 1812 war der Altensteiner Amtmann auch für das Amt Frauenbreitungen zuständig.
Im Rahmen der Neuorganisation des Meininger Unterlandes wurde das Amt Altenstein mit dem Gericht Liebenstein im Jahr 1827 aufgelöst und sein Bereich in verwaltungsmäßiger Hinsicht dem Kreisamt Frauenbreitungen, in gerichtlicher dem neuerrichteten Justizamt Glücksbrunn zugeteilt. Bereits 1829 wurde das Kreisamt Frauenbreitungen wieder aufgelöst und in die beiden Verwaltungsämter Wasungen und Salzungen geteilt, wobei die Ämter Salzungen, Altenstein mit Liebenstein und Frauenbreitungen zu letzterem zusammengefasst wurden. Die Rechtsprechung wurde dem Kreisgericht Meiningen unterstellt.
Bei einer strukturellen Neuordnung des Herzogtums Sachsen-Meiningen im Jahr 1868 wurde das Verwaltungsamt Salzungen aufgelöst und mit anderen Verwaltungsämtern des Meininger Unterlands dem neu gegründeten Landkreis Meiningen angegliedert.

## Zugehörige Orte
Dörfer und Einzelgüter
| - Altenstein (Burganlage, später Schloss) - Atterode - Glücksbrunn (hieß vor 1706 Hüttenhof oder Hohen-Schweina) - Glücksbrunner Werke (Blaufarbenwerk, als Hof Walpolderoda gegründet) - Gumpelstadt | - Profisch - Schweina (Hauptort) - Steinbach - Waldfisch |

Burgen und Schlösser
- Burg Altenstein (bis 1733)
- Schloss Altenstein (seit 1736)
- Schloss Glücksbrunn (seit 1703)
- Alter Ringelstein (12.–14. Jh.)
- Neuer Ringelstein (12.–14. Jh.)

Wüstungen
- Erbach
- Glasbach (bei Steinbach)

## Amtleute und weitere Verwalter
Amtleute
- Konrad Christoph Gräfe (1723–1748)
- Konstantin Heinrich Appun (1748–1778)
- Johann Heinrich Gottlieb Herrmann (1778–1791)
- Philipp Jakob Heusinger (1791–1797)
- Johann Gustav Tellgmann (1797–1821)
- Johann Karl Friedrich Schenk (1822–1825)
- Georg Vieweg (1825–1827)

Amtsadjunkte
- Johann Christoph Appun (1737–1748)
- Konrad Christoph Appun (1770–1778)

Amtssekretäre
- Johann Christoph Appun (1723–1737)
- Eduard Rommel (1825–1827)

Amtsaktuare
- Bartholomai (1748–1774)
- Friedrich Christian Elias Ortmann (1807–1827)

Justizamtmann des Justizamts Glücksbrunn (1827–1829)
- Georg Vieweg (1827–1829)

Justizamtssekretär des Justizamts Glücksbrunn (1827–1829)
- Gottlieb Christian Schüler (1827–1829)